# Rio-Negro-Ameisenschlüpfer
Der Rio-Negro-Ameisenschlüpfer (Myrmotherula klagesi) zählt innerhalb der Familie der Ameisenvögel (Thamnophilidae) zur Gattung Myrmotherula.
Die Art ist endemisch in Brasilien im Amazonasbecken und kommt in den Bundesstaaten Amazonas, Pará und Roraima vor.
Das Verbreitungsgebiet umfasst Wipfel und Waldränder der Várzeawälder bis 100 m Höhe.
Der lateinische Artzusatz bezieht sich auf Samuel Milton Klages (1875–1957).

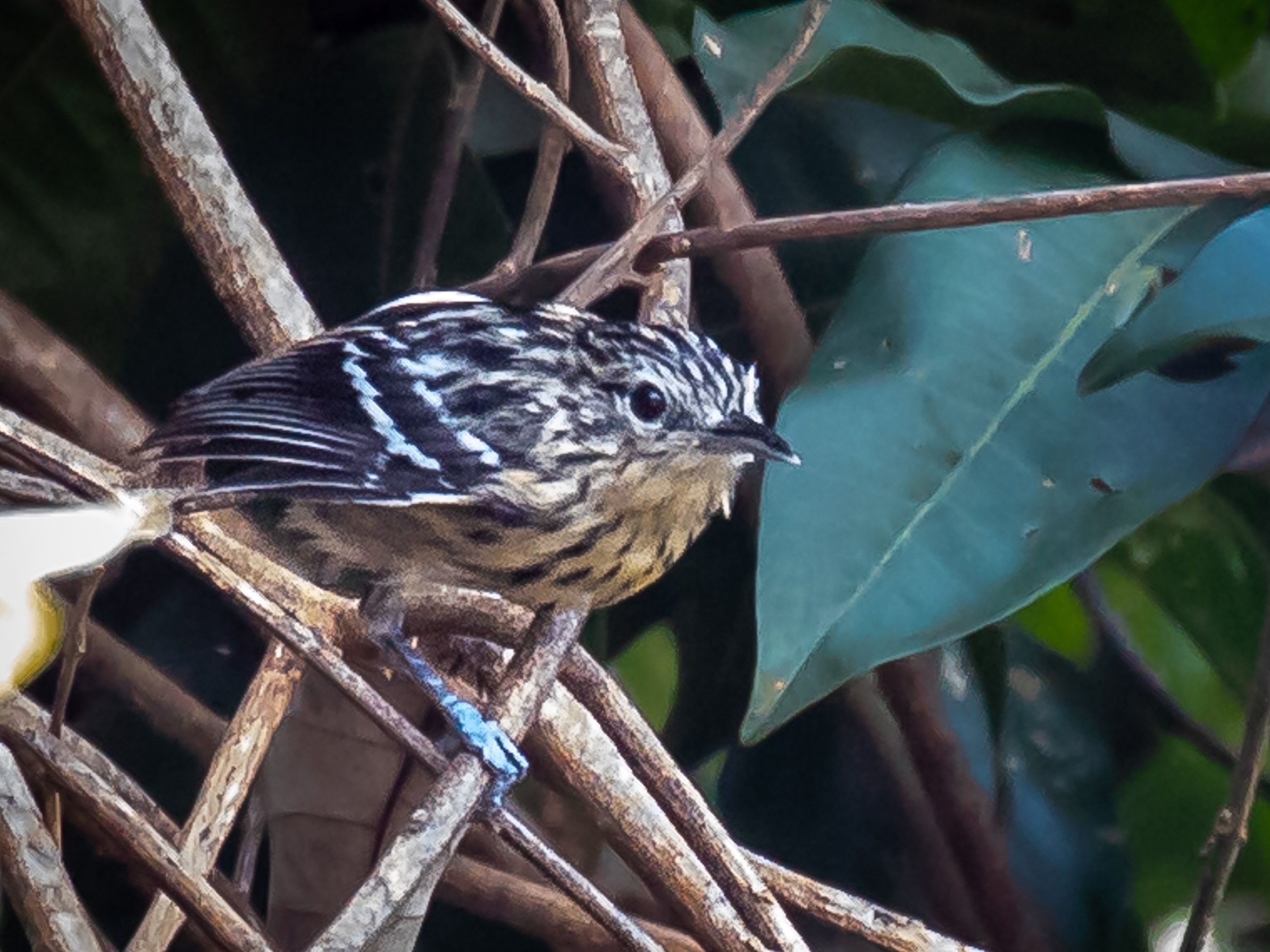
Weibchen

## Merkmale
Der  Vogel ist 9 bis 10 cm groß und wiegt zwischen 7 und 9 g. Das Männchen ist auf der Oberseite schwarz, weiß gestreift, die Flügeldecken haben weiße Spitzen, die Flugfedern sind weiß berandet, der Schwanz hat weiße Spitzen, Kehle und Unterseite sind weißlich, die Flanken grauer jeweils schwarz gestreift. Es ähnelt sehr dem Amazonien-Strichelameisenschlüpfer (Myrmotherula multostriata) und dem Weißstreifen-Ameisenschlüpfer (Myrmotherula cherriei). Vom gleichfalls sehr ähnlichen Guayana-Strichelameisenschlüpfer (Myrmotherula surinamensis) unterscheidet es sich durch Fehlen eines weißen Interskapularflecks und durch 10 statt 12 Steuerfedern. Das Weibchen ist an Kopf und Unterseite blass gelbbraun gestreift mit etwas dunklerer Brust.
Die Art ist monotypisch.

## Stimme
Der Gesang wird als gleichmäßig wiederholte Reihe paarweiser Töne beschrieben, wobei der zweite kürzer und fast immer höher als der erste ist.

## Lebensweise
Die Nahrung besteht aus verschiedenen Insekten und Spinnen, die einzeln, oder in Paaren meist in dichtem, gerne überhängendem Bewuchs, auch gerne über Wasserflächen gesucht werden in Wipfelhöhe, aber auch an Waldrändern und Lichtungen bis herab auf 2 bis 3 m Höhe.
Die Brutzeit ist nicht bekannt.

## Gefährdungssituation
Der Bestand gilt als gefährdet (Vulnerable) aufgrund von Habitatverlust.